# Hans (kung)
Hans, född 2 februari 1455, död 20 februari 1513, var kung av Danmark från 1481, av Norge från 1483 och av Sverige 1497–1501, där han även är känd som Johan II. Han var son till Kristian I och Dorotea av Brandenburg, bror till Fredrik I och gift 6 september 1478 med Kristina av Sachsen (1461–1521).

## Biografi
Hans föddes den 2 februari 1455 på slottet Aalborghus i Aalborg, Danmark, som son till kung Kristian I och valdes redan 1456 till tronföljare i Danmark samt 1458 i Norge och Sverige. Vid sin faders död den 21 maj 1481, blev han dock endast i Danmark utan motstånd antagen till konung och först 1483, på ett möte i Halmstad, även i Norge. Hans handfästning gav adeln och prästerskapet utvidgade rättigheter samt innehöll därjämte (februari 1483) viktiga bestämmelser, avsedda att befästa alla de tre nordiska rikenas inre självständighet. Efter att ha krönts samma år i Köpenhamn och Trondheim erkändes han den 7 september på ett möte i Kalmar, det som kom att kallas Kalmar recess, av svenska riksrådet som kung i Sverige.
Men riksföreståndaren Sten Sture den äldre önskade behålla makten. Hans försökte att med politiska medel försvaga Sten Stures ställning hos högadeln, men denne lyckades i 14 år förhala konungens tronbestigning. Då hans moder, Dorotea av Brandenburg, av sin förkärlek till den yngre brodern Fredrik (sedermera konung Fredrik I) sökte skaffa denne herradömet i Slesvig och Holstein, valde ständerna 12 december 1482 bägge bröderna till hertigar. Bägge skulle gemensamt utöva den egentliga styrelsen tillsammans med ständerna. När Fredrik blev myndig (1490), företogs delningen, varvid Hans fick den segebergska delen (mellersta Slesvig och mellersta Holstein), Fredrik den gottorpska (norra och södra Slesvig samt östra Holstein).
Hans långsiktiga utrikespolitiska mål var att åter få in Sverige i Kalmarunionen och att bryta Hansans makt i Östersjön. För att uppnå dessa mål allierade han sig som förste danske regent med en rysk stat. Storfursten av Moskva anföll 1495 det svenska Finland. Detta anfall ledde 1497 till en splittring mellan Sten Sture den äldre och den svenska rådsaristokratin, som ansåg att Sten Sture misskötte kriget. Rådsaristokratin fick hjälp av Hans, som nu beslöt att göra sin rätt gällande med vapenmakt och drog till Sverige. I slaget vid Rotebro den 28 september besegrade den danska hären dalkarlarna och Sten Sture själv, som gjort ett utfall från Stockholm. 
Den 6 oktober höll Hans sitt intåg i Stockholm, kröntes den 26 november till kung och fick sin son Kristian vald till tronföljare. Det var första gången på nästan en hel mansålder som Sverige fick en kung. Detta skapade entusiasm inom vissa befolkningslager. Många frälseman hade länge brunnit av längtan att bli dubbade till riddare och bli berättigade till tilltalsordet "herr" – men endast en kung kunde utdela denna värdighet. Sten Sture var faktiskt den ende riddaren i hela landet och hans maka var den enda som fick tituleras "fru". Frälsekvinnornas längtan efter att Sveriges rike skulle få en riktig kung med åtminstone den kungliga befogenheten att skapa herrar och fruar beskrivs av en samtida rimkrönika rent av som ett av de mer tungt vägande skälen till att Hans togs till Sveriges kung:
| ” | Var frälsekvinna ville heta fruga, på det andra skulle sig för henne buga: så framfuse voro de hustrur då, att de hade gärna låtit sig till riddare slå, om de hade piltebarn i buken haft. | „ |

Hans sökte genom försonlighet och hänsynsfullhet mot stormännen framkalla en vänligare stämning mot Danmark samt fick av Sten Sture bestämda löften om trohet. Förlitande sig på detta gjorde han i februari 1500 tillsammans med sin bror ett försök att underkuva Ditmarsken, ett litet område söder om Danmark till största del bebott av bönder. Ditmarsken hade hamnat i stridigheter med Kalmarunionen, och att underkuva detta till synes svaga område föreföll som en lätt uppgift. Kung Hans började sommaren 1499 rusta inför fälttåget bland annat genom värvande av legosoldaterna inom det Saxiska gardet. Övermod, dålig planering samt få försiktighetsåtgärder ledde dock till det fruktansvärda slaget vid Hemmingstedt, ett fullständigt nederlag, och följden därav blev att uppror året därefter utbröt i Norge och Sverige. Kalmarunionen gick med denna förlust miste om saker av oerhört värde, bland annat den beryktade "dannebrogen", samt olika guldföremål, smycken med mera till ett värde upp emot 200 000 gyllen.

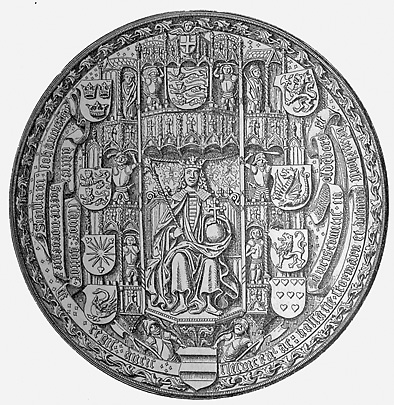
Kung Hans sigill.

Det norska upproret undertrycktes med stor stränghet av Hans son, prins Kristian, vilken i Sverige senare skulle bli känd som Kristian tyrann. I Sverige var ställningen farligare. Den danske kungens styre hade lett till besvikelse bland rådsaristokratin, vilket fick dem att stödja Sten Sture när denne, tillsammans med Svante Nilsson (Sture), åter ställde sig i spetsen för ett folkligt uppror. Tre dagar innan Hans med sin flotta kom till undsättning till Stockholm, hade hans sista fäste där, det av hans gemål, Kristina, tappert försvarade slottet Tre Kronor, nödgats ge sig 9 maj 1502. Upproret ledde till att Hans 1501 avsattes som svensk kung, och Sten Sture återigen blev utsedd till riksföreståndare. Nya underhandlingar öppnades med Sten Sture och efter hans död (1503) med den nye riksföreståndaren, Svante Nilsson (Sture), men ledde inte till något resultat (se Kalmar blodbad). År 1507 började kriget på nytt, utmärkt av danskarnas härjningar på Sveriges kuster. Då hansestäderna och i synnerhet lübeckarna inte ville avbryta all samfärdsel med svenskarna, sträckte sig kriget även till dem (1510). De företog fruktansvärda härjningar på Danmarks öar och kuster, men efter ett betydande nederlag i slaget vid Bornholm sommaren 1511 slöt de fred genom fredstraktratet i Malmö den 23 april 1512. 

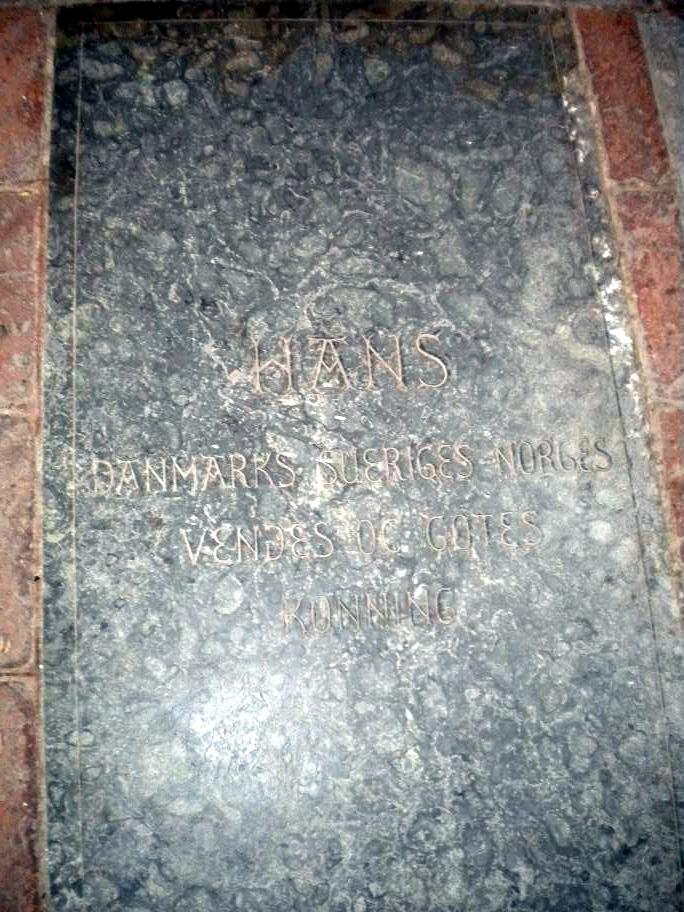
Gravhällen över Hans i Odense.

Hans avled på Aalborghus den 20 februari 1513 och ligger begraven i S:t Knuds kirke i Odense; en väggfast minnesvård restes över honom av hans änka.

## Hans som person
Hans sägs ha varit en verksam och klok konung, i det att han var flitig och arbetsam i sin inre styrelse, och försiktig och fredsvänlig i den yttre politiken. Han ska ha däremot ha varit modig och fast såväl i underhandlingar som i strid, när det gällde att hävda vad han ansåg som sin rätt. Han skapade den danska flottan och försökte på alla sätt inskränka hansestädernas rättigheter och försvaga deras inflytande i Norden. Dessutom försökte han främja borgarståndets utveckling. Han ska ha varit glad och kvick i umgänget samt enkel i sina levnadsvanor. Han sägs även ha varit ädelmodig mot sina fiender och givmild mot sina vänner.
Väl klagade adeln efter hans död över flera brott mot handfästningen, och han ska även ha gjort sig skyldig till enstaka handlingar, föranledda av misstänksamhet och våldsamhet (till exempel avrättningen av räntmästaren Anders och framfarten mot rikshovmästaren Poul Laxmand). Det väckte också förargelse att han 1501–1510 ska ha haft ett utomäktenskapligt förhållande med adelsdam, Edele Jernskjæg, även efter hennes giftermål.
I Sturekrönikan (1452-1496) skildras en resa som den danske kungen Hans gjorde till Kalmar sommaren 1495.
Resan var av stor politisk betydelse. Hans mål var att genom förhandlingar åter få in Sverige i Kalmarunionen och bli erkänd som kung även i Sverige och därmed hela Norden. Ett av skeppen som seglade mot Kalmar var ”Gribshunden” eller ”Griffen”
som anges som kungens huvudskepp. När skeppet kom till Stora Ekö bröt en eldsvåda ut ombord och skeppet sjönk.

## Barn
1. Johan, född c. 1479, död som barn[8]
2. Ernst, född c . 1480, död som barn[8]
3. Kristian II, född 1481, död 1559, kung av Danmark, Norge och Sverige
4. Jakob, född 1482, död 1566 i Tarecuato, Mexiko[9]
5. Elisabet av Oldenburg, född 1485, död 1555, gift med kurfurst Joakim I av Brandenburg
6. Frans, född 1497, död 1511

## Anfäder
|                 |  |  |  |  |  |  |  |                        |  |  |  |  |  |  |  |                      |  |  |  |  |  |  |  | Kristian V av Oldenburg                      |
|                 |  |  |  |  |  |  |  |                        |  |  |  |  |  |  |  |                      |  |  |  |  |  |  |  |                                              |
|                 |  |  |  |  |  |  |  |                        |  |  |  |  |  |  |  | Didrik av Oldenburg  |  |  |  |  |  |  |  |                                              |
|                 |  |  |  |  |  |  |  |                        |  |  |  |  |  |  |  |                      |  |  |  |  |  |  |  |                                              |
|                 |  |  |  |  |  |  |  |                        |  |  |  |  |  |  |  |                      |  |  |  |  |  |  |  | Agnes av Honstein                            |
|                 |  |  |  |  |  |  |  |                        |  |  |  |  |  |  |  |                      |  |  |  |  |  |  |  |                                              |
|                 |  |  |  |  |  |  |  | Kristian I             |  |  |  |  |  |  |  |                      |  |  |  |  |  |  |  |                                              |
|                 |  |  |  |  |  |  |  |                        |  |  |  |  |  |  |  |                      |  |  |  |  |  |  |  |                                              |
|                 |  |  |  |  |  |  |  |                        |  |  |  |  |  |  |  |                      |  |  |  |  |  |  |  | Gerhard VI av Holstein                       |
|                 |  |  |  |  |  |  |  |                        |  |  |  |  |  |  |  |                      |  |  |  |  |  |  |  |                                              |
|                 |  |  |  |  |  |  |  |                        |  |  |  |  |  |  |  | Hedvig av Holstein   |  |  |  |  |  |  |  |                                              |
|                 |  |  |  |  |  |  |  |                        |  |  |  |  |  |  |  |                      |  |  |  |  |  |  |  |                                              |
|                 |  |  |  |  |  |  |  |                        |  |  |  |  |  |  |  |                      |  |  |  |  |  |  |  | Katharina Elisabeth av Braunschweig-Lüneburg |
|                 |  |  |  |  |  |  |  |                        |  |  |  |  |  |  |  |                      |  |  |  |  |  |  |  |                                              |
| Hans (Johan II) |  |  |  |  |  |  |  |                        |  |  |  |  |  |  |  |                      |  |  |  |  |  |  |  |                                              |
|                 |  |  |  |  |  |  |  |                        |  |  |  |  |  |  |  |                      |  |  |  |  |  |  |  | Fredrik I av Brandenburg                     |
|                 |  |  |  |  |  |  |  |                        |  |  |  |  |  |  |  |                      |  |  |  |  |  |  |  |                                              |
|                 |  |  |  |  |  |  |  |                        |  |  |  |  |  |  |  | Johan av Brandenburg |  |  |  |  |  |  |  |                                              |
|                 |  |  |  |  |  |  |  |                        |  |  |  |  |  |  |  |                      |  |  |  |  |  |  |  |                                              |
|                 |  |  |  |  |  |  |  |                        |  |  |  |  |  |  |  |                      |  |  |  |  |  |  |  | Elisabet av Bayern                           |
|                 |  |  |  |  |  |  |  |                        |  |  |  |  |  |  |  |                      |  |  |  |  |  |  |  |                                              |
|                 |  |  |  |  |  |  |  | Dorotea av Brandenburg |  |  |  |  |  |  |  |                      |  |  |  |  |  |  |  |                                              |
|                 |  |  |  |  |  |  |  |                        |  |  |  |  |  |  |  |                      |  |  |  |  |  |  |  |                                              |
|                 |  |  |  |  |  |  |  |                        |  |  |  |  |  |  |  |                      |  |  |  |  |  |  |  | Rudolf III av Sachsen-Wittenberg             |
|                 |  |  |  |  |  |  |  |                        |  |  |  |  |  |  |  |                      |  |  |  |  |  |  |  |                                              |
|                 |  |  |  |  |  |  |  |                        |  |  |  |  |  |  |  | Barbara av Sachsen   |  |  |  |  |  |  |  |                                              |
|                 |  |  |  |  |  |  |  |                        |  |  |  |  |  |  |  |                      |  |  |  |  |  |  |  |                                              |
|                 |  |  |  |  |  |  |  |                        |  |  |  |  |  |  |  |                      |  |  |  |  |  |  |  | Barbara av Legnica                           |
|                 |  |  |  |  |  |  |  |                        |  |  |  |  |  |  |  |                      |  |  |  |  |  |  |  |                                              |